# Hentorp

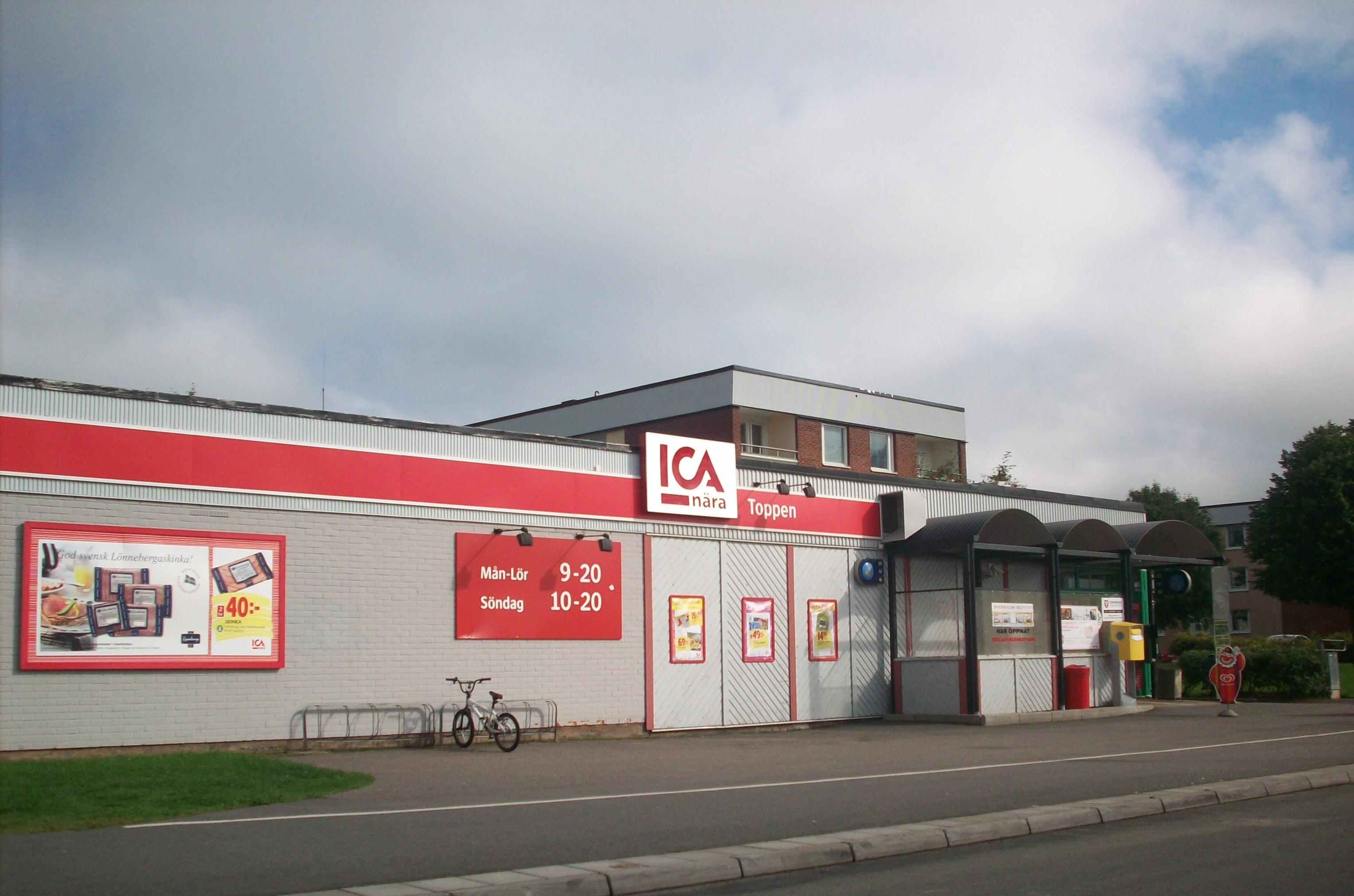
ICA Toppen som numera heter Hentorpshallen

Hentorp är en stadsdel i Söderort, Skövde. Stadsdelen har runt 3 000 invånare och ligger vid foten av Billingen, där hela området slingrar sig efter en och samma väg (Gröna Vägen).  Här ligger också S:t Johannes Kyrka. Våmbs IF fotbollslag hör hemma här.

## Transport

### Buss
En busslinje knyter samman Hentorp med övriga staden. Det tar cirka 10 min till centrum och 5 min till Skultorp.
- Buss 1 går till Skultorp eller Kärnsjukhuset i Skövde via Centrum och Södra Ryd

### Till fots och med cykel
Det tar cirka 30 min att gå till Skövde centrum respektive 15 minuter att cykla.

## Angränsade stadsdelar
- Södermalm
- Karlsro
- Simsjön